# IC 3275
IC 3275 је спирална галаксија у сазвјежђу Дјевица која се налази на листи објеката дубоког неба у Индекс каталогу.
Деклинација објекта је + 10° 26' 47" а ректасцензија 12h 24m 19,5s. Привидна величина (магнитуда) објекта IC 3275 износи 15,7 а фотографска магнитуда 16,5.